# Marilene Ramos
Marilene de Oliveira Ramos Múrias dos Santos (Rio de Janeiro, 23 de junho de 1960) é uma engenheira ambiental brasileira, foi diretora das áreas de Energia (AE), Gestão Pública e Socioambiental (AGS) e Saneamento e Transporte (AST) do Banco Nacional de Desenvolvimento Econômico e Social.

## Carreira
Marilene é graduada, mestre e doutora em engenheira civil pela Universidade Federal do Rio de Janeiro.
De janeiro de 2011 a fevereiro de 2014, foi presidente do Instituto Estadual do Ambiente do Rio de Janeiro (INEA). Entre junho de 2008 e dezembro de 2010, foi secretária do Ambiente do Estado do Rio de Janeiro. Como principais destaques de sua atuação, estão o lançamento do Pacto pelo Saneamento e a instalação do INEA, um marco na modernização da gestão ambiental do Estado do Rio de Janeiro. Desde 2001, é professora da Escola Brasileira de Administração Pública e Empresas da FGV.
Assumiu a presidência do IBAMA no período de 5 de maio de 2015 à 2 de junho de 2016.

### Polêmica
Em 2015, por ocasião do rompimento da  barragem de Fundão, no subdistrito de Bento Rodrigues, em Mariana, Minas Gerais, Marilene disse que o valor de R$ 50 milhões das multas aplicadas à Samarco "está estabelecido há muitos anos, sem reajuste. Esse é o mal de se estabelecer valores em lei, quando esses valores ao longo do tempo vão se perdendo".
Ela também se declarou a favor do autolicenciamento ambiental das empresas, com  posterior fiscalização pelos órgãos do Estado: "Num prazo bem longo, não sei precisar se em 20 anos ou antes, vejo o licenciamento ambiental embasado no autolicenciamento, onde não vou precisar mobilizar centenas de técnicos", disse.
O promotor de Justiça do Meio Ambiente Carlos Eduardo Pinto criticou a declaração da presidente do Ibama:
| “ | É surreal ouvir a presidente do IBAMA dizer, nas palavras dela, 'devemos buscar o auto licenciamento, com fiscalização posterior'. Uma declaração dessas é [de] uma pessoa que nunca participou de um processo de licenciamento; ela não sabe o que é uma avaliação de impactos ambientais." | ” |

Na sequência, Marilene explicou ser favorável ao autolicenciamento, mas somente num cenário futuro, mediante a disponibilidade das bases de dados necessárias e tendo diretrizes definidas para cada tipo de empreendimento a ser licenciado.